# Jadrolinija

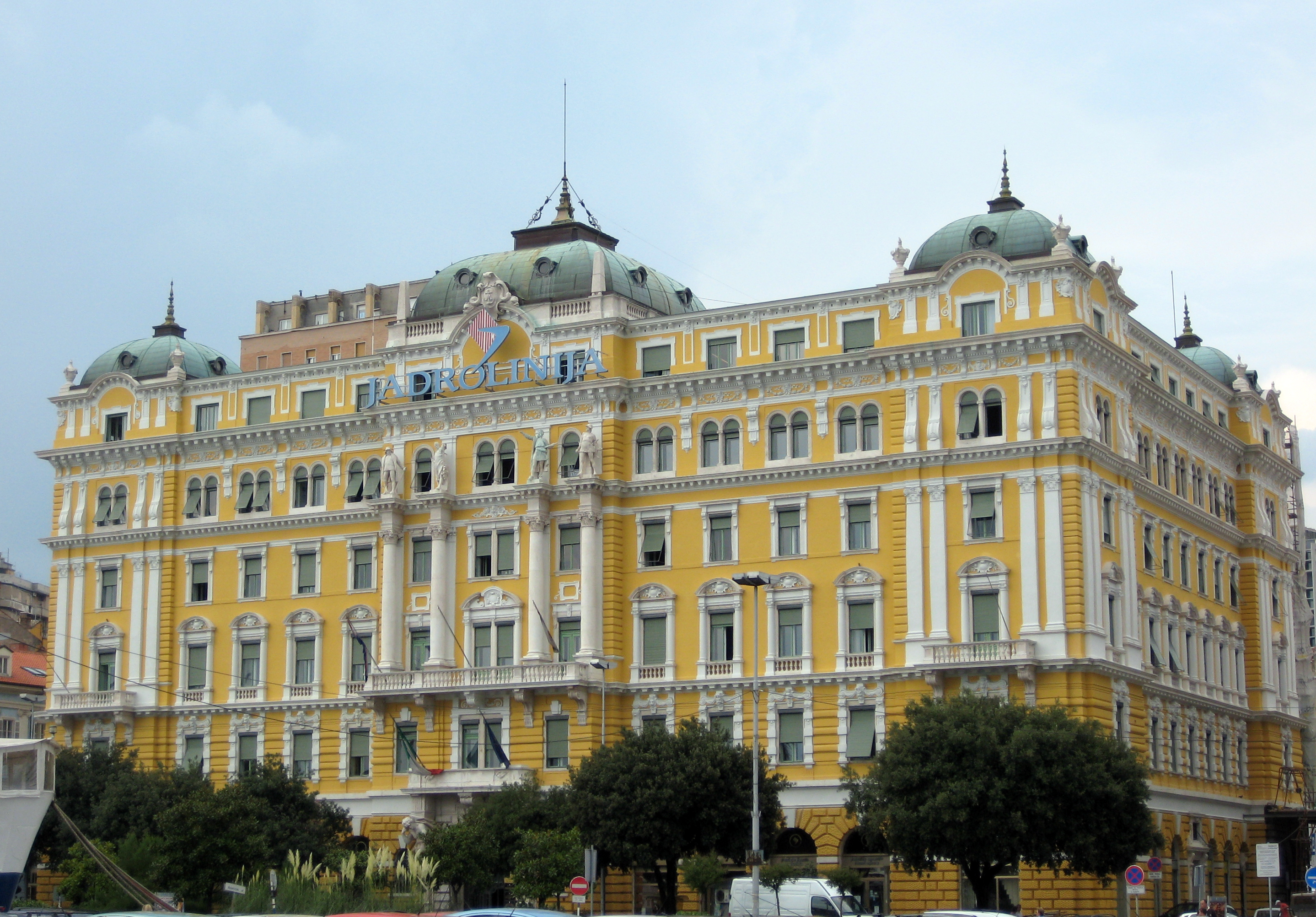
Hauptverwaltung in Rijeka

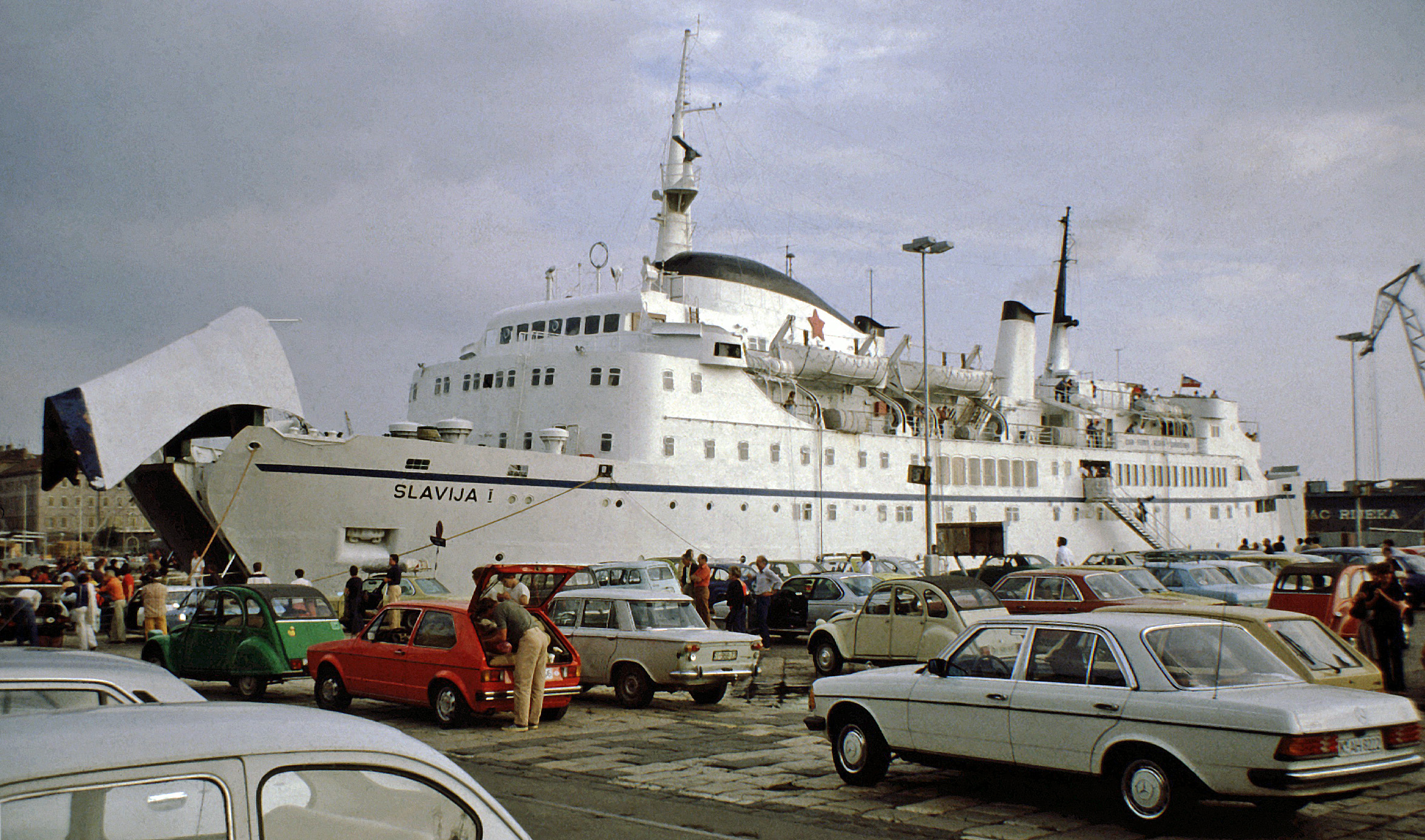
Jadrolinija-Fährschiff Slavija I 1981 bei der Beladung in Rijeka

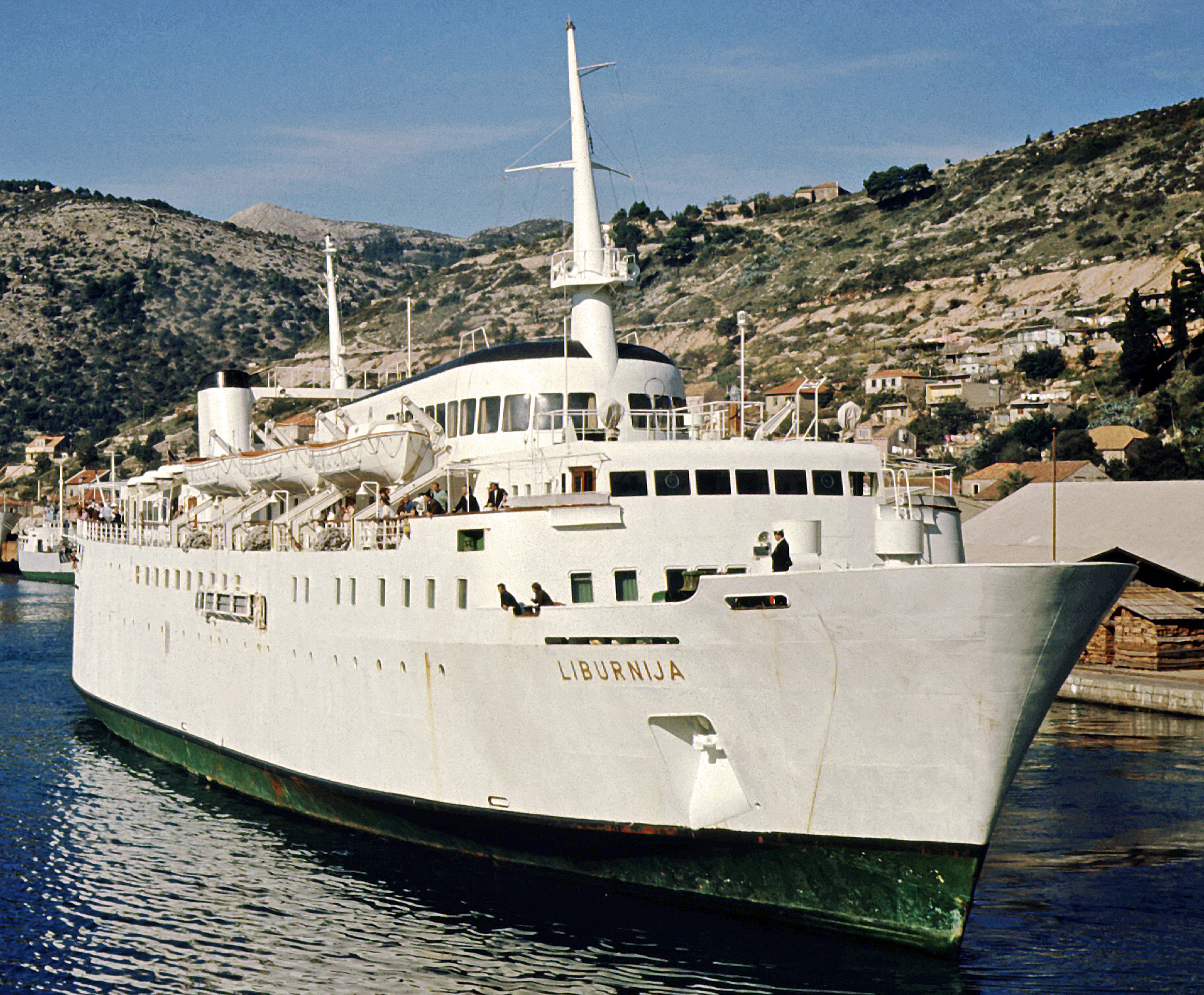
Die Liburnija war 50 Jahre lang im Dienst der Reederei (1965–2015)

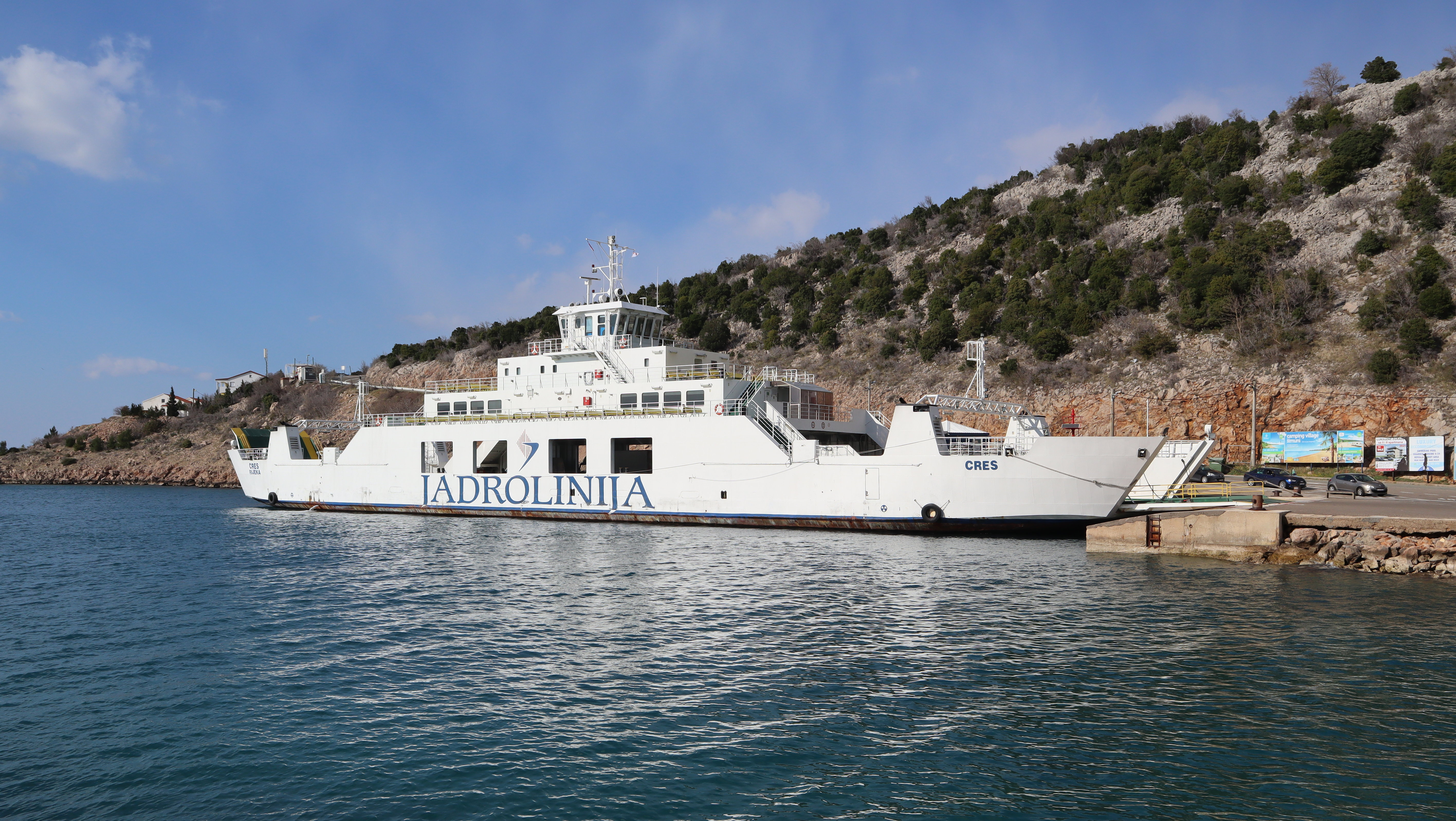
Cres, Fähre zwischen Prizna und Žigljen (Insel Pag)

Jadrolinija (bedeutet etwa Adria-Linie) ist eine kroatische Reederei, die einen Linienverkehr mit Autofähren und Passagierschiffen von der kroatischen Küste zu den umliegenden Inseln sowie nach Italien betreibt. Die Jadrolinija wurde 1947 in Rijeka als Jadranska linijska plovidba (Adria-Linien-Schifffahrt) gegründet und ging damals im Zuge der Verstaatlichung aus der 1922 in Sušak gegründeten Jadranska plovidba d. d. (Adria-Schifffahrt AG) hervor.

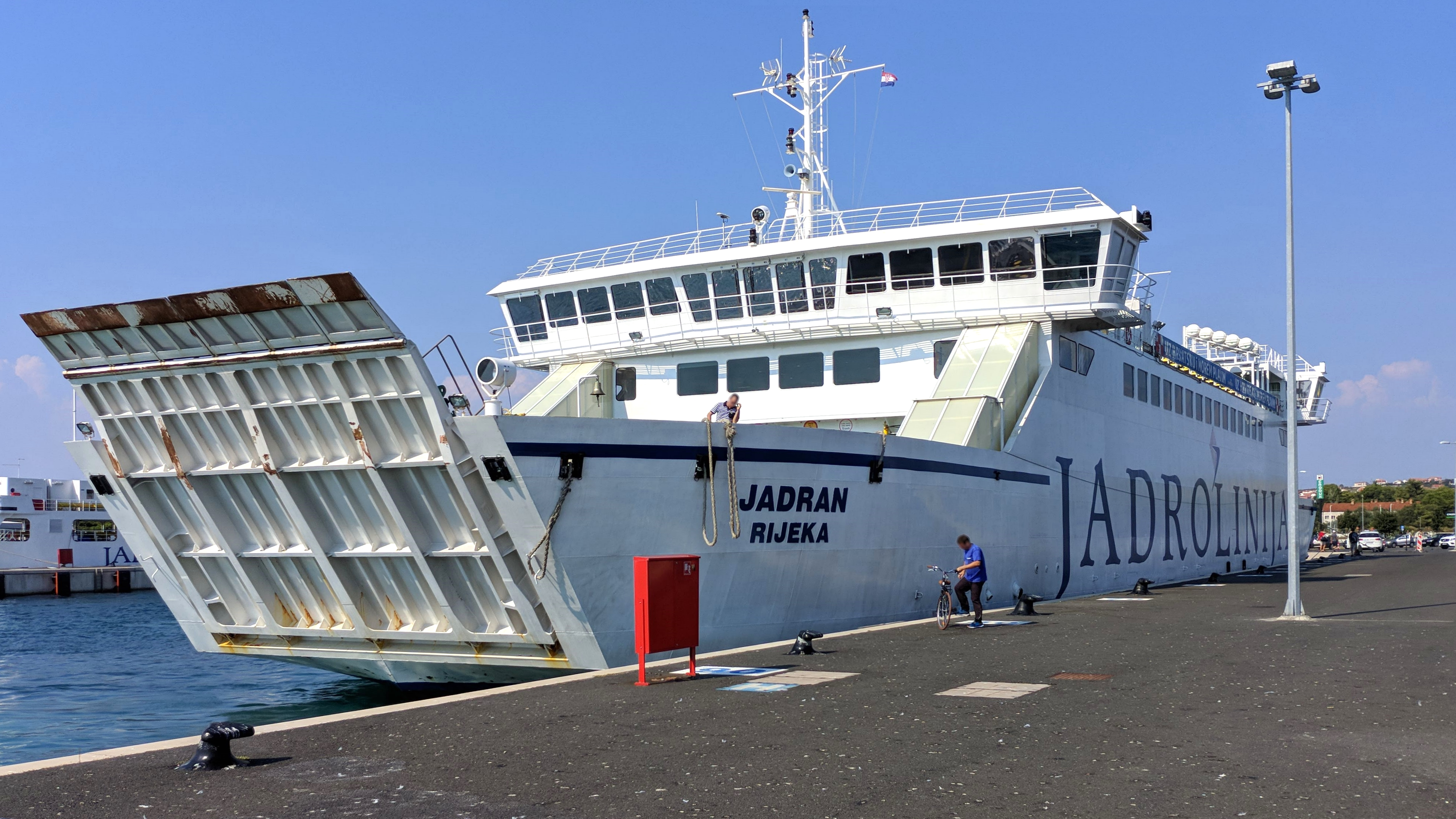
Die Jadran, ein 2010 gebautes Fährschiff der Jadrolinija, im Hafen von Zadar

## Schiffe und Routen

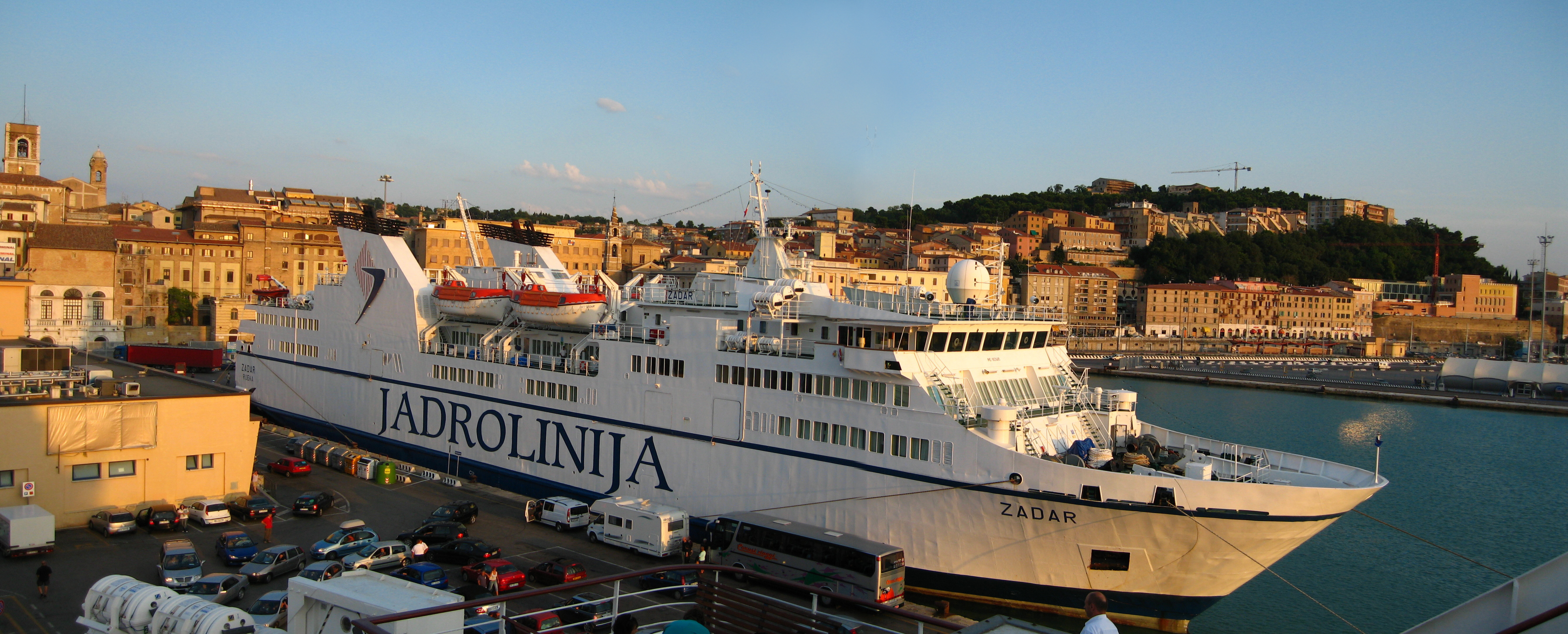
Jadrolinija-Fährschiff Zadar in Ancona

| Schiff           | Baujahr | Bei Jadrolinija ab | Route                                                                   |
| ---------------- | ------- | ------------------ | ----------------------------------------------------------------------- |
| Adriana          | 1990    | 1998               | Split – Hvar – Vela Luka – Ubli                                         |
| Bartol Kašić     | 1989    | 1989               | Zadar – Ist – Olib – Silba – Premuda – Mali Lošinj                      |
| Biokovo          | 2009    | 2009               | Split – Supetar                                                         |
| Bol              | 2005    | 2008               | Brestova – Porozina                                                     |
| Brestova         | 1985    | 1999               | Brestova – Porozina                                                     |
| Cres             | 2005    | 2005               | Prizna – Žigljen                                                        |
| Dubravka         | 1991    | 2001               | Mali Lošinj – Susak – Unije – Martinšćica – Cres – Rijeka               |
| Dubrovnik        | 1979    | 1996               | Split – Ancona (Italien)                                                |
| Hanibal Lucić    | 1993    | 1994               | Drvenik – Domince                                                       |
| Hrvat            | 2007    | 2007               | Split – Supetar                                                         |
| Ilirija          | 1963    | 1972               |                                                                         |
| Ilovik           | 2006    | 2007               | Valbiska – Merag                                                        |
| Jadran           | 2010    | 2010               | Split – Stari Grad                                                      |
| Jazine           | 1978    | 1978               | Zadar – Rivanj – Sestrunj – Zverinac – Molat – Ist                      |
| Judita           | 1990    | 2001               | Split – Vis                                                             |
| Juraj Dalmatinac | 2007    | 2007               | Zadar – Preko                                                           |
| Karolina         | 1989    | 2004               | Split – Bol – Jelsa                                                     |
| Kijevo           | 1997    | 1997               | Biograd – Tkon                                                          |
| Korčula          | 2007    | 2008               | Split – Vela Luka – Ubli                                                |
| Krčanka          | 1970    | 1970               | Šibenik – Zlarin – Kaprije – Žirje                                      |
| Lara             | 1988    | 1991               | Šibenik – Zlarin – Prvić Luka – Šepurine – Vodice                       |
| Laslovo          | 1997    | 1997               | Drvenik – Sućuraj                                                       |
| Lastovo          | 1969    | 1978               | Split – Rogac / Split – Vela Luka – Ubli                                |
| Liburnija        | 1965    | 1965               | Rijeka – Dubrovnik                                                      |
| Lošinjanka       | 1969    | 1969               | Sumartin – Makarska                                                     |
| Lubenice         | 1989    | 1998               | Prapratno – Sobra                                                       |
| Marjan           | 2005    | 2005               | Split – Supetar                                                         |
| Marko Polo       | 1973    | 1988               | Rijeka – Split – Stari Grad – Korčula – Dubrovnik – Bari                |
| Mate Balota      | 1988    | 1988               | Zadar – Iž                                                              |
| Mediteran        | 1978    | 2003               | Zadar – Sali – Zaglav                                                   |
| Novalja          | 1991    | 2004               | Rijeka – Rab – Novalja                                                  |
| Olea             | 1981    | 199?               |                                                                         |
| Ozalj            | 1955    | 1955               | -                                                                       |
| Pelješčanka      | 1971    | 1971               | Biograd – Tkon                                                          |
| Petar Hektorović | 1989    | 1999               | Split – Vis                                                             |
| Porozina         | 1971    | 1993               | Dubrovnik – Suđurađ                                                     |
| Postira          | 1963    | 1963               | Dubrovnik – Koločep – Lopud – Suđurađ – Šipanska Luka                   |
| Premuda          | 1957    | 1957               | Mali Lošinj – Srakane Vele – Unije – Ilovik – Susak – Mali Lošinj       |
| Prizna           | 1970    | 1991               | Prizna – Žigljen                                                        |
| Silba            | 1990    | 1998               | Zadar – Molat – Ist                                                     |
| Sis              | 1974    | 1997               | Zadar – Preko                                                           |
| Slavija I        | 1967    | 1998               | Rijeka – Split – Stari Grad – Korčula – Dubrovnik – Korfu - Igoumenitsa |
| Ston             | 1997    | 1997               | Makarska – Sumartin                                                     |
| Supetar          | 2004    | 2004               | Zadar – Brbinj                                                          |
| Sveti Juraj      | 1980    | 1991               | Prizna – Žigljen                                                        |
| Sveti Krševan    | 2004    | 2004               | Orebić – Domince                                                        |
| Šoltanka         | 1971    | 1971               | Split – Trogir – Seget Donji – Drvenik Mali – Drvenik Veli              |
| Tijat            | 1955    | 1955               | Šibenik – Zlarin – Prvić Luka – Šepurine – Vodice                       |
| Tin Ujević       | 2002    | 2003               | Split – Stari Grad / Split – Supetar                                    |
| Valun            | 1983    | 1998               | Valbiska – Merag                                                        |
| Vis              | 1965    | 1976               | Vela Luka – Ubli                                                        |
| Vladimir Nazor   | 1986    | 1986               | Ploče – Trpanj                                                          |
| Zadar            | 1993    | 2004               | Zadar – Ancona                                                          |